# 시오코시 유즈호
시오코시 유즈호(일본어: 塩越 柚歩, 1997년 11월 1일 ~ )는 일본의 여자 축구 선수이다.

## 국가대표팀 경력
2016년 FIFA U-20 여자 월드컵에 출전, 3위.
그녀는 2021년 6월 10일 우크라이나과의 경기에서 일본 국가대표팀에 데뷔, 2득점을 넣었다. 2020년 하계 올림픽에도 출전했다.
그녀는 2022년 아시안 게임에 참가할 일본 국가대표 B팀에 발탁되었으며, 4득점을 기록했으며 일본이 우승을 달성하는데 크게 기여하였다.
2025년 EAFF E-1 풋볼 챔피언십에도 출전했다.

## 통계
| 일본 | 일본 | 일본 |
| 연도 | 출전 | 득점 |
| ---- | ---- | ---- |
| 2021 | 6    | 2    |
| 2022 | 0    | 0    |
| 2023 | 0    | 0    |
| 2024 | 1    | 0    |
| 통산 | 7    | 2    |